# Roger Aholou
Roger Aholou, né le 30 décembre 1993 à Abidjan en Côte d'Ivoire, est un footballeur international togolais. Il évolue au poste de milieu de terrain avec l'équipe nationale du Togo.
Né en Côte d'Ivoire et d'origine togolaise, il a joué une rencontre pour l'équipe nationale ivoirienne, avant de choisir de porter les couleurs du Togo.

## Biographie

### En club
Roger Aholou voit le jour le 30 décembre 1993 à Abidjan d'une mère ivoirienne et d'un père togolais. Il commence sa carrière senior avec les clubs ivoiriens Stella Club et le FC San Pedro, avant de rejoindre l'Union sportive monastirienne le 16 novembre 2020. Le 10 décembre, il fait ses débuts avec le club tunisien lors d'une défaite 2-1 en Ligue 1 contre le CS sfaxien.
Entre 2022 et 2023, il joue au Raja CA ou il quitte le 27 décembre 2023.

### En équipe nationale
Le 22 septembre 2019, il fait ses débuts avec l'équipe nationale de Côte d'Ivoire au titre des qualifications pour le Championnat d'Afrique des nations 2020 contre le Niger (défaite 2-0).
En 2021, il change de fusil d'épaule pour représenter le Togo, son pays d'origine. Le 1er septembre 2021, il est titulaire avec les Éperviers lors d'une défaite 2-0 en qualification pour la Coupe du monde 2022 contre le Sénégal.

## Palmarès
FC San Pédro (1)
- Coupe de Côte d'Ivoire :
  - Vainqueur en 2019

 US Monastir
- Championnat de Tunisie :
  - Vice-champion en 2022

 Raja CA
- Coupe du trône
  - Finaliste en 2022.

 Espérance sportive de Tunis
- Championnat de Tunisie
  - Champion en 2024 et 2025

## Vie privée
Le père de Roger Aholou était un footballeur togolais qui a joué en Côte d'Ivoire, puis s'y est installé. Il est le frère du footballeur international ivoirien Jean-Eudes Aholou.